# Scottish FA Cup 1978/79
Der Scottish FA Cup wurde 1978/79 zum 94. Mal ausgespielt. Der wichtigste schottische Fußball-Pokalwettbewerb, der vom Schottischen Fußballverband geleitet wurde, begann am 16. Dezember 1978 und endete mit dem 2. Wiederholungsendspiel am 28. Mai 1979 im Hampden Park von Glasgow. Als Titelverteidiger starteten die Glasgow Rangers in den Wettbewerb, die sich im Finale des Vorjahres gegen den FC Aberdeen durchgesetzt hatten. Im Endspiel bei der diesjährigen Pokalaustragung standen sich die Rangers und Hibernian Edinburgh gegenüber. Die beiden Vereine trafen erstmals in ihrer Vereinsgeschichte im Pokalendspiel aufeinander. Die Rangers erreichten zum vierten Mal infolge ununterbrochen das Finale seit 1976. Es war zudem das 33. Endspiel im FA Cup für die Gers in der Vereinsgeschichte seit 1877. Die Hibs erreichten zum 10. Mal nach 1887, 1896, 1902, 1914, 1923, 1924, 1947, 1958 und 1972 das Endspiel. In den Jahren 1887 und 1902 wurde jeweils der Titel gewonnen. Nach zuvor zwei Torlosen Unentschieden gewannen die Rangers das 2. Wiederholungsendspiel mit 3:2 nach Verlängerung gegen die Hibs. In derselben Saison gewannen die Rangers den schottischen Ligapokal. In der schottischen Meisterschaft wurden sie Vizemeister hinter Celtic. Die Rangers nahmen durch den Pokalsieg in der folgenden Saison am Europapokal der Pokalsieger teil. Dort schied die Mannschaft in der zweiten Runde gegen den späteren Sieger, dem FC Valencia aus.

## 1. Runde
Ausgetragen wurden die Begegnungen am 16. Dezember 1978. Die Wiederholungsspiele fanden am 19. und 23. Dezember 1978 statt.
|                       | Ergebnis |                         |
| --------------------- | -------- | ----------------------- |
| Dunfermline Athletic  | 2:2      | Albion Rovers           |
| FC Falkirk            | 2:0      | FC Keith                |
| Gala Fairydean Rovers | 1:3      | FC Cowdenbeath          |
| Meadowbank Thistle    | 1:1      | FC Inverness Caledonian |
| Threave Rovers        | 0:2      | FC East Stirlingshire   |
| FC Vale of Leithen    | 1:4      | Forfar Athletic         |

### Wiederholungsspiele
|                         | Ergebnis |                      |
| ----------------------- | -------- | -------------------- |
| Albion Rovers           | 2:3      | Dunfermline Athletic |
| FC Inverness Caledonian | 0:3      | Meadowbank Thistle   |

## 2. Runde
Ausgetragen wurden die Begegnungen zwischen dem 13. und 22. Januar 1979. Die Wiederholungsspiele fanden am 21. und 22. Januar 1979 statt.
|                         | Ergebnis |                      |
| ----------------------- | -------- | -------------------- |
| FC Stranraer            | 1:1      | Dunfermline Athletic |
| FC East Fife            | 2:1      | Brechin City         |
| Meadowbank Thistle      | 2:1      | FC Stenhousemuir     |
| FC Cowdenbeath          | 0:0      | Alloa Athletic       |
| FC Peterhead            | 2:3      | FC Queen’s Park      |
| FC East Stirlingshire   | 2:3      | FC Spartans          |
| Forfar Athletic         | 1:2      | Berwick Rangers      |
| FC Inverness Caledonian | 0:4      | FC Falkirk           |

### Wiederholungsspiele
|                      | Ergebnis |                |
| -------------------- | -------- | -------------- |
| Alloa Athletic       | 2:0      | FC Cowdenbeath |
| Dunfermline Athletic | 1:0      | FC Stranraer   |

## 3. Runde
Ausgetragen wurden die Begegnungen zwischen 27. Januar und 26. Februar 1979. Die Wiederholungsspiele fanden am 12. und 26. Februar 1979 statt.
|                      | Ergebnis |                     |
| -------------------- | -------- | ------------------- |
| FC Arbroath          | 0:1      | Airdrieonians FC    |
| FC East Fife         | 0:1      | Berwick Rangers     |
| Hamilton Academical  | 0:2      | FC Aberdeen         |
| Raith Rovers         | 0:2      | Heart of Midlothian |
| Dunfermline Athletic | 1:1      | Hibernian Edinburgh |
| FC Clyde             | 1:5      | FC Kilmarnock       |
| FC Clydebank         | 3:3      | FC Queen’s Park     |
| Meadowbank Thistle   | 2:1      | FC Spartans         |
| FC Montrose          | 2:4      | Celtic Glasgow      |
| Ayr United           | 4:0      | Queen of the South  |
| Glasgow Rangers      | 3:1      | FC Motherwell       |
| FC Dumbarton         | 1:0      | Alloa Athletic      |
| Greenock Morton      | 1:1      | FC St. Johnstone    |
| Stirling Albion      | 0:2      | Partick Thistle     |
| FC Dundee            | 1:0      | FC Falkirk          |
| Dundee United        | 0:2      | FC St. Mirren       |

### Wiederholungsspiele
|                     | Ergebnis |                      |
| ------------------- | -------- | -------------------- |
| Hibernian Edinburgh | 2:0      | Dunfermline Athletic |
| FC Queen’s Park     | 0:1      | FC Clydebank         |
| FC St. Johnstone    | 2:4      | Greenock Morton      |

## Achtelfinale
Ausgetragen wurden die Begegnungen zwischen dem 21. Februar und 5. März 1979. Die Wiederholungsspiele fanden am 26. Februar und 5. März 1979 statt.
|                     | Ergebnis |                     |
| ------------------- | -------- | ------------------- |
| FC Aberdeen         | 6:2      | Ayr United          |
| Meadowbank Thistle  | 0:6      | Hibernian Edinburgh |
| Glasgow Rangers     | 1:1      | FC Kilmarnock       |
| FC Dumbarton        | 3:1      | FC Clydebank        |
| Partick Thistle     | 3:0      | Airdrieonians FC    |
| Celtic Glasgow      | 3:0      | Berwick Rangers     |
| FC Dundee           | 4:1      | FC St. Mirren       |
| Heart of Midlothian | 1:1      | Greenock Morton     |

### Wiederholungsspiel
|                 | Ergebnis |                     |
| --------------- | -------- | ------------------- |
| FC Kilmarnock   | 0:1      | Glasgow Rangers     |
| Greenock Morton | 0:1      | Heart of Midlothian |

## Viertelfinale
Ausgetragen wurden die Begegnungen am 10. März 1979. Das Wiederholungsspiel fand am 14. März 1979 statt.
|                     | Ergebnis |                     |
| ------------------- | -------- | ------------------- |
| FC Aberdeen         | 1:1      | Celtic Glasgow      |
| FC Dumbarton        | 0:1      | Partick Thistle     |
| Hibernian Edinburgh | 2:1      | Heart of Midlothian |
| Glasgow Rangers     | 6:3      | FC Dundee           |

### Wiederholungsspiel
|                | Ergebnis |             |
| -------------- | -------- | ----------- |
| Celtic Glasgow | 1:2      | FC Aberdeen |

## Halbfinale
Ausgetragen wurden die Begegnungen am 4. und 11. April 1979. Das Wiederholungsspiel fand am 16. April 1979 statt. Alle Spiele wurden im Hampden Park von Glasgow ausgetragen.
|                     | Ergebnis |                 |
| ------------------- | -------- | --------------- |
| Partick Thistle     | 1:1      | Glasgow Rangers |
| Hibernian Edinburgh | 2:1      | FC Aberdeen     |

### Wiederholungsspiel
|                 | Ergebnis |                 |
| --------------- | -------- | --------------- |
| Glasgow Rangers | 1:0      | Partick Thistle |

## Finale
| Glasgow Rangers                                           | Glasgow Rangers | Hibernian Edinburgh | Hibernian Edinburgh |
| --------------------------------------------------------- | --- | --- | ------------------- |
| Glasgow Rangers                                           | \| Finale \| \| 12. Mai 1979 um 15:00 Uhr (BST) in Glasgow (Hampden Park) \| \| Ergebnis: 0:0 \| \| Zuschauer: 53.615 \| \| Schiedsrichter: Brian McGinlay \| \| Spielbericht \|                              | \| Finale \| \| 12. Mai 1979 um 15:00 Uhr (BST) in Glasgow (Hampden Park) \| \| Ergebnis: 0:0 \| \| Zuschauer: 53.615 \| \| Schiedsrichter: Brian McGinlay \| \| Spielbericht \|                                         | Hibernian Edinburgh |
| Glasgow Rangers                                           | Peter McCloy – Sandy Jardine, Derek Johnstone, Ally Dawson, Colin Jackson – Alex MacDonald (??. Alex Miller), Tommy McLean, Bobby Russell, Davie Cooper – Derek Parlane, Gordon Smith Cheftrainer: John Greig | Jim McArthur – Ally Brazil, Arthur Duncan, George Stewart, Jackie McNamara sr. – Des Bremner, Bobby Hutchinson (??. Gordon Rae), Ralph Callachan, Colin Campbell, Tony Higgins – Ally McLeod Cheftrainer: Eddie Turnbull | Hibernian Edinburgh |
| Finale                                                    | | |                     |
| 12. Mai 1979 um 15:00 Uhr (BST) in Glasgow (Hampden Park) | | |                     |
| Ergebnis: 0:0                                             | | |                     |
| Zuschauer: 53.615                                         | | |                     |
| Schiedsrichter: Brian McGinlay                            | | |                     |
| Spielbericht                                              | | |                     |

## Wiederholungsfinale
| Glasgow Rangers                                           | Glasgow Rangers | Hibernian Edinburgh | Hibernian Edinburgh |
| --------------------------------------------------------- | --- | --- | ------------------- |
| Glasgow Rangers                                           | \| Finale \| \| 16. Mai 1979 um 20:00 Uhr (BST) in Glasgow (Hampden Park) \| \| Ergebnis: 0:0 n. V. \| \| Zuschauer: 32.853 \| \| Schiedsrichter: Brian McGinlay \| \| Spielbericht \|                        | \| Finale \| \| 16. Mai 1979 um 20:00 Uhr (BST) in Glasgow (Hampden Park) \| \| Ergebnis: 0:0 n. V. \| \| Zuschauer: 32.853 \| \| Schiedsrichter: Brian McGinlay \| \| Spielbericht \|                              | Hibernian Edinburgh |
| Glasgow Rangers                                           | Peter McCloy – Sandy Jardine, Derek Johnstone, Ally Dawson, Colin Jackson – Alex MacDonald, Tommy McLean (??. Alex Miller), Bobby Russell, Davie Cooper – Derek Parlane, Gordon Smith Cheftrainer: John Greig | Jim McArthur – Ally Brazil, Arthur Duncan, George Stewart, Jackie McNamara sr. – Des Bremner, Gordon Rae, Ralph Callachan, Colin Campbell, Tony Higgins (??. Steve Brown) – Ally McLeod Cheftrainer: Eddie Turnbull | Hibernian Edinburgh |
| Finale                                                    | | |                     |
| 16. Mai 1979 um 20:00 Uhr (BST) in Glasgow (Hampden Park) | | |                     |
| Ergebnis: 0:0 n. V.                                       | | |                     |
| Zuschauer: 32.853                                         | | |                     |
| Schiedsrichter: Brian McGinlay                            | | |                     |
| Spielbericht                                              | | |                     |

## 2. Wiederholungsfinale
| Glasgow Rangers                                           | Glasgow Rangers | Hibernian Edinburgh | Hibernian Edinburgh |
| --------------------------------------------------------- | --- | --- | ------------------- |
| Glasgow Rangers                                           | \| Finale \| \| 28. Mai 1979 um 20:00 Uhr (BST) in Glasgow (Hampden Park) \| \| Ergebnis: 3:2 n. V. (2:2, 1:1) \| \| Zuschauer: 27.556 \| \| Schiedsrichter: Ian Foote \| \| Spielbericht \|                                     | \| Finale \| \| 28. Mai 1979 um 20:00 Uhr (BST) in Glasgow (Hampden Park) \| \| Ergebnis: 3:2 n. V. (2:2, 1:1) \| \| Zuschauer: 27.556 \| \| Schiedsrichter: Ian Foote \| \| Spielbericht \|                                                  | Hibernian Edinburgh |
| Glasgow Rangers                                           | Peter McCloy – Sandy Jardine, Derek Johnstone, Ally Dawson, Colin Jackson – Alex MacDonald, Tommy McLean (??. Alex Miller), Bobby Russell, Kenny Watson (??. Gordon Smith), Davie Cooper – Derek Parlane Cheftrainer: John Greig | Jim McArthur – Ally Brazil, Arthur Duncan, George Stewart, Jackie McNamara sr.1q2 – Des Bremner, Gordon Rae, Ralph Callachan (??. Bobby Hutchinson), Colin Campbell, Tony Higgins (??. Steve Brown) – Ally McLeod Cheftrainer: Eddie Turnbull | Hibernian Edinburgh |
| Glasgow Rangers                                           | 1:1 Derek Johnstone (42.) 2:1 Derek Johnstone (61.) 3:2 Arthur Duncan (109., Eigentor) | 0:1 Tony Higgins (16.) 2:2 Ally McLeod (zwischen der 75. und 80.) | Hibernian Edinburgh |
| Glasgow Rangers                                           | Alex Miller (103.) | | Hibernian Edinburgh |
| Finale                                                    | | |                     |
| 28. Mai 1979 um 20:00 Uhr (BST) in Glasgow (Hampden Park) | | |                     |
| Ergebnis: 3:2 n. V. (2:2, 1:1)                            | | |                     |
| Zuschauer: 27.556                                         | | |                     |
| Schiedsrichter: Ian Foote                                 | | |                     |
| Spielbericht                                              | | |                     |